# Baker Tilly
Baker Tilly ist ein deutsches, partnerschaftlich geführtes Beratungsunternehmen mit Wirtschaftsprüfern, Rechtsanwälten, Steuerberatern und Unternehmensberatern.

## Unternehmensprofil
Baker Tilly hat zehn Niederlassungen mit zusammen 1.680 Mitarbeitern in Deutschland und ist Teil des weltweiten Netzwerks Baker Tilly International. 2024 erwirtschaftete das Unternehmen einen Gesamtumsatz in Höhe von 250,6 Mio. EUR. In der Lünendonk-Liste der umsatzstärksten Wirtschaftsprüfungs- und Steuerberatungsgesellschaften liegt Baker Tilly in Deutschland auf dem neunten Platz.

## Struktur
Der Unternehmensverbund besteht aus mehreren juristisch eigenständigen Gesellschaften:
- Baker Tilly Holding GmbH Wirtschaftsprüfungsgesellschaft Steuerberatungsgesellschaft
- Baker Tilly GmbH & Co. KG Wirtschaftsprüfungsgesellschaft (Düsseldorf)
- Baker Tilly Rechtsanwaltsgesellschaft mbH
- Baker Tilly Unternehmensberatung GmbH
- Baker Tilly GmbH & Co. KG Wirtschaftsprüfungsgesellschaft (Hamburg)
- Baker Tilly GmbH Wirtschaftsprüfungsgesellschaft Steuerberatungsgesellschaft
- Baker Tilly Stiftung gemeinnützige GmbH
- Intra-Unternehmensberatung GmbH
- Karl Berg GmbH Wirtschaftsprüfungsgesellschaft
- K/S/R GmbH Wirtschaftsprüfungsgesellschaft
- RP RICHTER GmbH Wirtschaftsprüfungsgesellschaft

## Geschichte
Das Unternehmen in seiner heutigen Form ist aus einer Reihe von Kanzleizusammenschlüssen entstanden und firmierte lange Zeit unter dem Namen RölfsPartner und bis März 2017 als Baker Tilly Roelfs.
Im Jahre 1997 ist die Gesellschaft aus dem Zusammenschluss der 1979 gegründeten Kanzlei des späteren Vorsitzenden Jochen Rölfs und der 1910 gegründeten Kanzlei Altenburg & Tewes hervorgegangen. Im Jahre 2005 erfolgten mit der Aufnahme der Allrevision Dornhof Kloss und Partner GmbH mit Sitz in Hamburg sowie der Kanzlei Brandau & Köster aus Dortmund zwei weitere Zusammenschlüsse.
Ein weiterer Zusammenschluss fand 2009 statt: Die intra Unternehmensberatung wurde von den Management Consultants der RölfsPartner Gruppe übernommen. Ende 2010 schloss sich RölfsPartner mit der Kanzlei RP Richter & Partner, München/Stuttgart zusammen, um insbesondere seine Position in Süddeutschland sowie im Bereich der Steuerberatung und Rechtsberatung zu verstärken.
Der Namensgeber von RölfsPartner, Jochen Rölfs, erlag am 4. August 2012 63-jährig einem Krebsleiden.
Baker Tilly Roelfs war am 30. September 2013 durch eine Umbenennung des Unternehmensnamens aus RölfsPartner hervorgegangen, ohne dass mit dieser Namensänderung auch Veränderungen in den Besitzverhältnissen einhergegangen sind.
Im Jahr 2014 erfolgte die Übernahme der Karl Berg GmbH inkl. aller Tochtergesellschaften und der BFCS – Business & Finance Consulting Services GmbH (beide mit Hauptsitz in Düsseldorf) sowie im Jahr 2015 der Zusammenschluss mit TPW Todt & Partner GmbH & Co. KG (Hamburg).
Im März 2017 hat sich das Unternehmen in Baker Tilly umbenannt.
Anfang 2024 schloss sich die WW+KN Steuerberatungsgesellschaft mbH mit Sitz in Regensburg und weiterem Büro in München dem Unternehmen an.
Das Unternehmen ist Mitglied von Baker Tilly International, einem weltweiten Netzwerk unabhängiger Wirtschaftsprüfungs- und Beratungsgesellschaften mit einem Gesamtumsatz von 5,6 Milliarden US-Dollar im Jahr 2024. Über diesen Zusammenschluss von Wirtschaftsprüfungsgesellschaften erfolgt die Bearbeitung internationaler Aufträge.

## Arbeitsfelder
Außerdem sind geschäftsfeldübergreifende Kompetenzen in sogenannten Competence Centern gebündelt. Die folgenden Competence Center existieren aktuell: Financial Services, Fraud – Risk – Compliance, Health Care, Private Clients, Public Sector, Real Estate, Restructuring, Schifffahrt, Sport, Transactions und Valuation. Baker Tilly berät schwerpunktmäßig große, meist auch international tätige mittelständische Unternehmen. Weitere Schwerpunkte sind vermögende Familien, die öffentliche Hand, Stiftungen und Vereine sowie Banken und andere Finanzdienstleister.

## Mandanten
Einzelne Dienstleistungen wie Unternehmensbewertungen, Fraud Investigation oder Litigation richten sich auch an große Konzerne. Hinzu kommen Private Equity und Venture Capital Fonds, die mit den Baker Tilly Transaktionsberatern zusammenarbeiten. Ursprünglich gab es eine starke Fokussierung auf Restrukturierungsmandate, weitläufig auch als Sanierungsberatung bekannt, die zu prominenten Mandaten geführt hatten. So wurde das Vorgängerunternehmen, RölfsPartner, einer breiten Öffentlichkeit durch das Beratungsmandat bei dem Fußballbundesligisten Borussia Dortmund bekannt. Hier hatte Jochen Rölfs den Auftrag erhalten, den kurz vor der Insolvenz stehenden Fußballverein zu sanieren.